# Бережницька волость
Бережницька волость — історична адміністративно-територіальна одиниця Луцького повіту Волинської губернії Російської імперії. Волосний центр — містечко Бережниця.
Станом на 1885 рік складалася з 11 поселень об'єднаних у 10 сільських громад. Населення — 6504 особи (3321 чоловічої статі та 3183 — жіночої), 562 дворових господарства.
|                     | Площа, десятин | У тому числі орної, дес. |
| ------------------- | -------------- | ------------------------ |
| Сільських громад    | 7948           | 5382                     |
| Приватної власності | 2236           | 742                      |
| Казенної власності  | 5206           | 216                      |
| Іншої власності     | 167            | 101                      |
| Загалом             | 15557          | 6441                     |

Основні поселення волості:
- Бережниця — колишнє власницьке містечко при річці Горинь за 130 верст від повітового міста, 213 осіб, 28 дворів, православна церква, костел, синагога, 4 єврейський молитовних будинки, водяний млин.
- Люхча — колишнє власницьке село, 854 особи, 120 дворів при річці Случ, православна церква, постоялий будинок, водяний млин.
- Ремчиці — колишнє власницьке село при річці Горинь, 880 осіб, 127 дворів, православна церква, 2 постоялих будинки, водяний млин.
- Тріскині — колишнє власницьке село при річці Горинь, 700 осіб, 88 дворів, православна церква, постоялий будинок.

## У складі Польщі
Після окупації поляками Волині волость називали ґміна Березьніца і включили до Сарненського повіту Поліського воєводства Польської республіки. Центром ґміни було село Бережниця.
Розпорядженням Міністра внутрішніх справ Польщі 23 березня 1928 р. ґміна Березьніца ліквідована, а населені пункти були передані до наступних ґмін:
- Домбровиця — села: Грані, Кураш, Осова, Ремчиці, Рудня, Соломіївка, Зульня, селища: Головенська і Обшар, колонії: Бережниця Нова, Білаші, Морги, Острів, Павлівка, Трипутня, Зажечина, хутір: Кіцині, фільварок: Адольфів і містечко: Бережниця;
- Володимерець — села: Ґурна, Мости, Степангород[3] і Степангородська-Гута, колонії: Карчівка, Крушини і Гострий Ріг, селища: Цецилівка і Спалюха та фільварок: Крушини;
- Городець — села: Кідри, Липники, Теклівка, Тріскині, селище: Тріскині й хутір: Яковиці;
- Немовичі — село: Яринівка, колонія: Хващовата і хутір: Копище.